# История Кирова

План города Вятки (1886)

Годом основания города Кирова, который до 5 декабря 1934 года именовался Вятка, а до 1780 года — Хлынов, принято считать первое упоминание в летописях, которое датируется 1374 годом. Согласно альтернативной версии датой основании города является 1181 год.

## Эволюция названия
Хлынов
Существуют несколько версий происхождения названия Хлы́нов. Топонимическая легенда слободских удмуртов, населявших северо-восточные окрестности города, связывает название с криком птиц хлы-хлы:
...Пролетает коршун и кричит: «Кылно-кылно». Вот сам Господь и указал, как назвать город: Кылнов..
Согласно другой версии, городу дали имя речки Хлыновицы, впадающей поблизости в Вятку, которая, в свою очередь, была так названа после прорыва на небольшой плотине:
...вода хлынула через неё, и речушке дали имя Хлыновица…
Третья версия связывает название города со словом хлы́н — «ушку́йник, речной разбойник».
Вятка
Дореволюционные исследователи, начиная с Д. Г. Мессершмидта, склонны были считать, что топоним произошёл от названия территориальной группы удмуртов Ватка́, жившей на этих территориях, которое возводили к удм. вад — «выдра, бобёр». Однако с фонетической точки зрения эта этимология является народной. Название Ватка́ — «вятские [удмурты]» — само в конечном счёте восходит к гидрониму Вятка.
По другой версии название связано с летописным народом вяда («Слово о погибели Русской земли») и страной Ведин Юлиана Венгерского. В действительности эти имена отражают старое мордовское название чувашей ветьке, ведень.

Некоторые краеведы ошибочно соотносят слово Вятка с восточнославянским племенем вя́тичей, жившим на берегах Оки. Хороним вятичи действительно эпизодически применялся в литературе XVIII—XIX веков к обитателям Вятской земли. Однако их самоназвание — слово вятча́не, именно оно утвердилось как этнохороним к жителям Вятского края. Само племя вятичей никогда не заходило так далеко на восток и никакого отношения к истории Вятского края не имеет. 

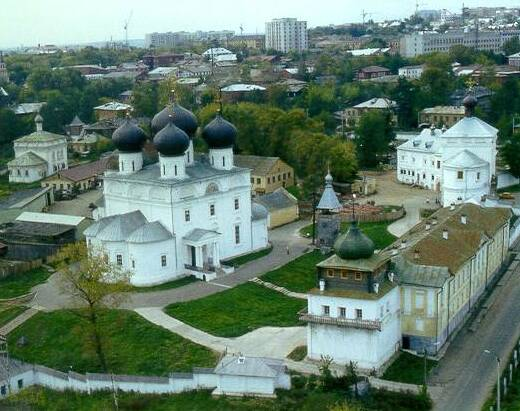
Вид на Киров со стороны Трифонова монастыря

По версии Л. Н. Макаровой, топоним Вятка первоначально относился к реке и происходит от др.-рус. вяче «больше» (ср. вящий), поскольку новгородские поселенцы проникли на Вятку через её северные притоки, по отношению к которым она была «бо́льшей».
Топонимист В. Л. Васильев отмечает, что для новгородской топонимической традиции было характерно именование территории и её главного селения по водоёму, наименование которого всегда было исходным. В отличие от Л. Н. Макаровой, название реки Вятки он связывает с корнем *větъka «ветка дерева, ответвление чего-либо», преобразованным в кривичском диалекте, носители которого, видимо, были первыми славянскими колонизаторами Вятской земли.
Киров
Название Киров город получил 5 декабря 1934 года после убийства Сергея Мироновича Ко́стрикова (Ки́рова).
С. М. Киров, активный участник Октябрьской революции и Гражданской войны, в ходе которой участвовал в проведении расстрелов при подавлении мятежей, один из руководителей советского периода, уроженец города Уржума Вятской губернии. В самой Вятке он никогда не был. В 1934 году желание назвать город именем своего земляка изъявляли жители города Уржума — родины Кирова. Кроме того, руководство города Вятки проявило большую настойчивость в присвоении названия, и, в конечном итоге — это произошло.
За основу своего псевдонима C. М. Костриков (Киров) взял имя болгарского хана Кира, найденное им в календаре (фамилия Киров довольно распространена в Болгарии). В свою очередь, имя Кир восходит к древнегреческому имени Кирос («господин, владыка»).

## В составе Вятской республики

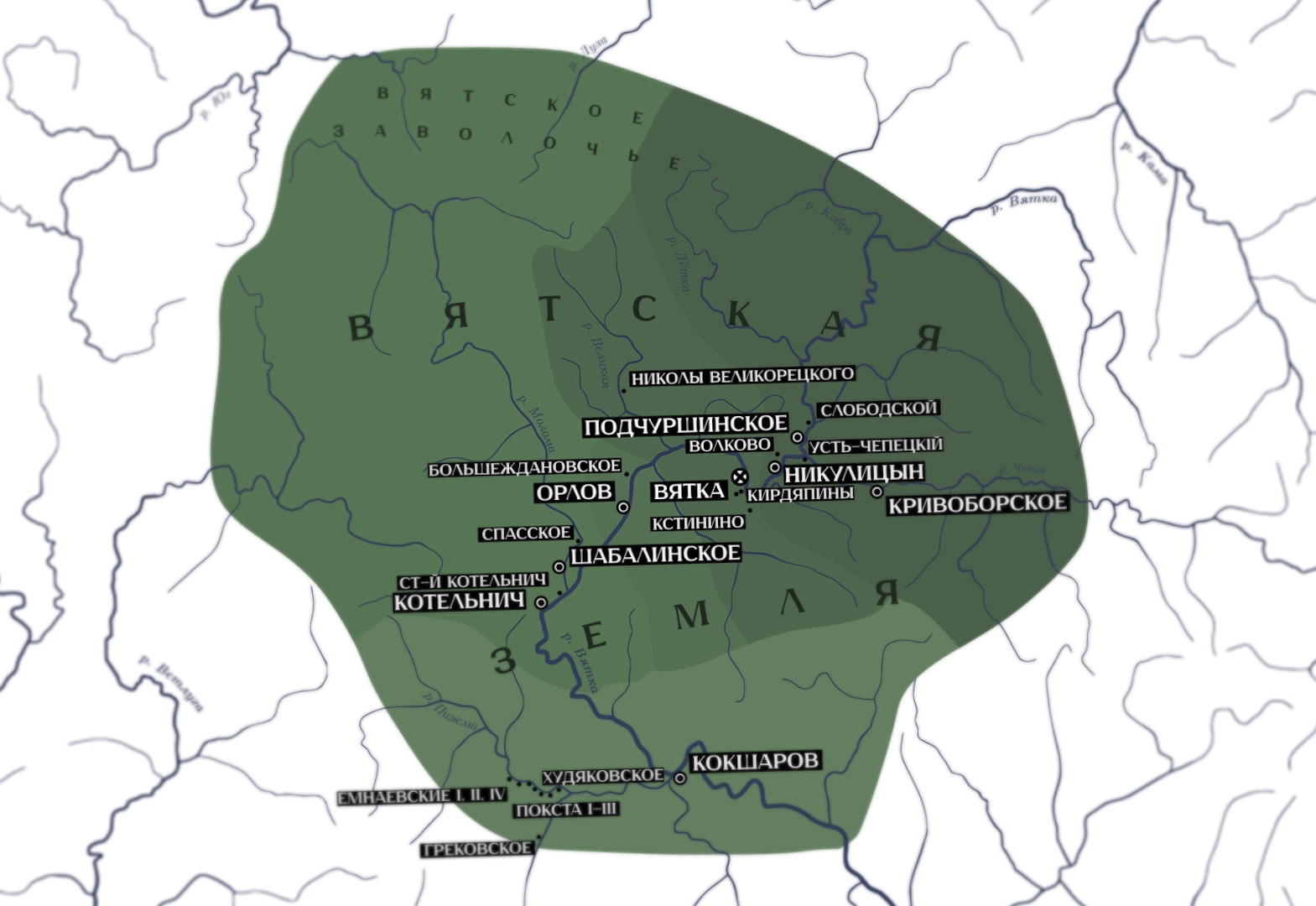
Вятская республика в начале XV века

Колонизация Вятской земли славянами начинается в XII веке. Основные поселения восточных славян располагались по берегам крупных рек Чепцы, Моломы и Вятки. Согласно «Повести о стране Вятской», источнику позднему (конец XVII века), первые славянские города на Вятской земле — Никулицын и Котельнич — были основаны новгородцами ещё в 1181 году. 
Первое упоминание о Вятке  в русских летописях датируется 1374 годом в связи с походом новгородских ушкуйников на столицу Волжской Булгарии Булгар.
В лето 6882 (1374) идоша на низ рекою Вяткою ушкунцы разбойницы, 90 ушкунцев, и грабиша Вятку и шедше взяша Болгары
.
В 1378 году между вятчанами и Суздальско-Нижегородским княжеством заключён договор о союзе, а с 1391 года город стал основной резиденцией суздальских князей Василия Дмитриевича Кирдяпы и Семёна Дмитриевича, изгнанных из своего княжества после завоевания его Москвой. После смерти князей в 1401 году власть перешла к галицкому князю Юрию Дмитриевичу. Отряды вятчан участвовали в походах против Золотой Орды 1392, 1409 годов и в войне московского князя Василия I с Новгородом Великим 1417—1418 годов.
В 1412 году под городом произошла битва между вятчанами и устюжанами. Битва состоялась ночью в овраге, названном позже Раздерихинским. По одной из версий, устюжане пришли на помощь вятчанам для обороны от татар, по другой, они в союзе с московскими князьями хотели захватить город. В память о тех событиях появился вятский народный праздник «Свистопляска», а на берегу оврага была построена часовня во имя архангела Михаила.

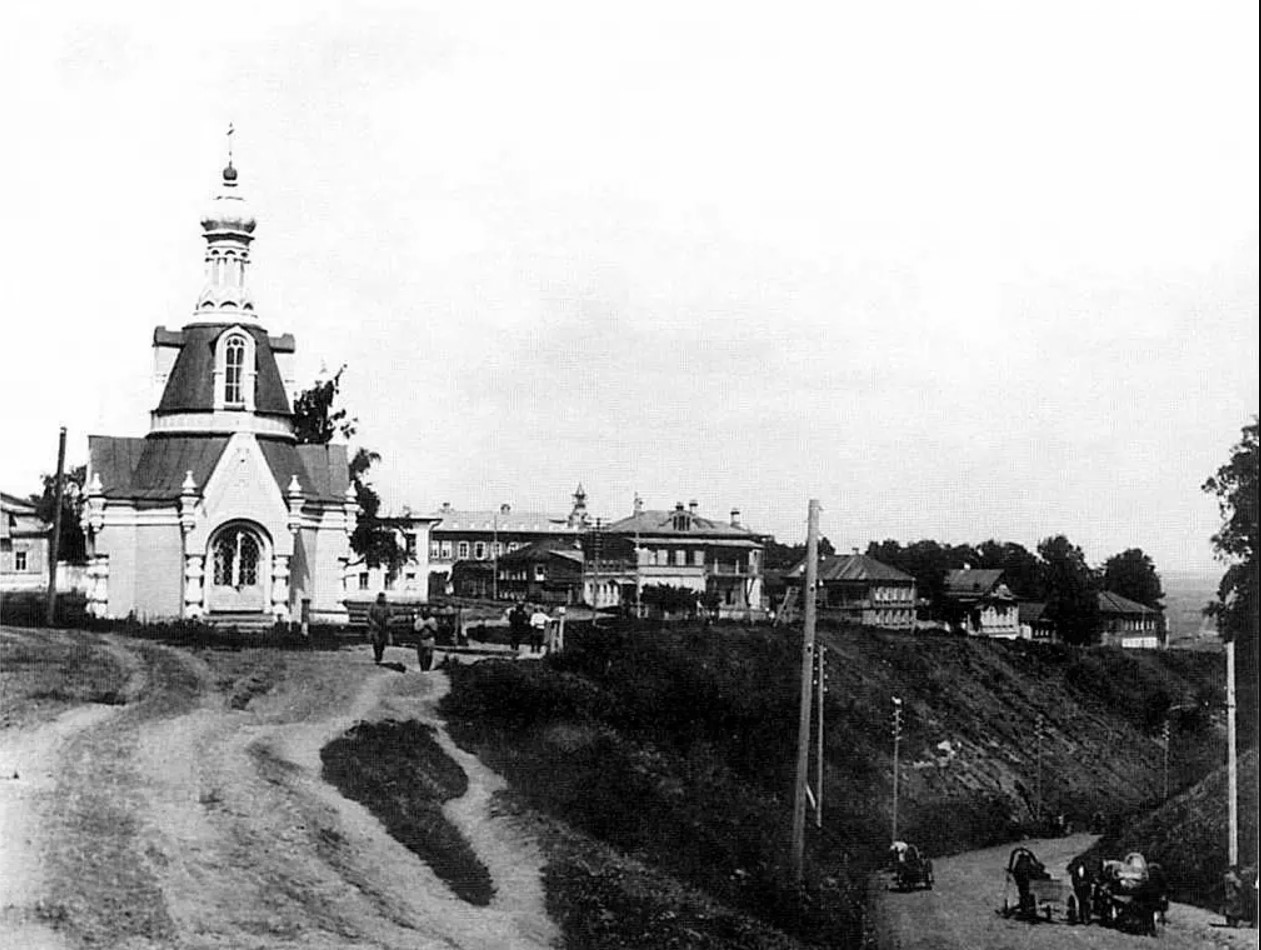
Вид на часовню у Раздерихинского оврага. С. Лобовиков, начало XX века

В 1432—1453 годах Вятка участвовала в войне между правителями Галич-Мерьского княжества и московскими князьями. После поражения галицкой группировки перешла под контроль местных бояр и купцов. Во второй трети XV века (обычно называются 1455-57 годы) в устье Хлыновицы построили деревянный кремль, названный Хлыновом. После двух военных походов московского войска против Хлынова в 1457 и 1459 годах власть в городе формально перешла к Москве, но с сохранением местного самоуправления. Хлыновцы участвовали в военных походах Московского княжества против Новгорода и Казани.
До конца XV века Вятская земля была самоуправляемой территорией. В качестве главного органа управления действовало народное вече. Наиболее влиятельной группой феодального класса являлись бояре, за ними следовали купцы и духовенство. Остальные вятчане представляли свободное общинное население и состояли из крестьян и ремесленников.
В начале 1480-х годов власть в городе перешла к сепаратистам во главе с Иоанном Аникеевым. При хане Ибрагиме в Хлынове сидел казанский наместник. Хлыновские войска совершали походы против земель, находящихся под властью Московского княжества. После двух неудачных попыток московскому войску удалось захватить город в 1489 году. Местная знать была переселена в Подмосковье, а в городе поставлен московский наместник. Вятская земля была окончательно включена в состав Московского государства.

## В составе Русского царства

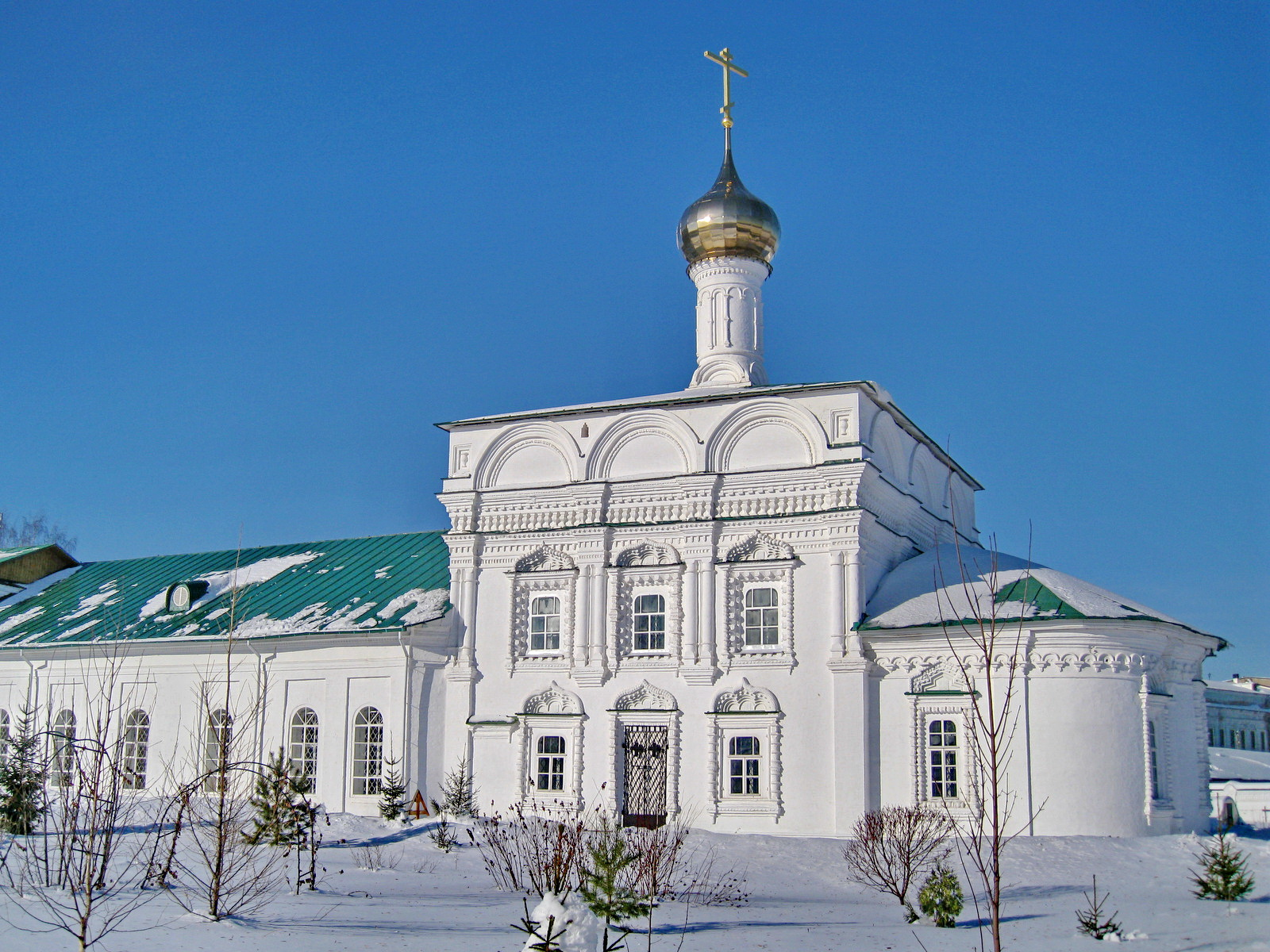
Церковь Преображенского монастыря, построенная в 1696 году

В 1551—1552 годах хлыновские войска приняли участие в походе Ивана Грозного против казанских татар. В 1554 и 1556 годах участвовали в походах против Астраханского ханства. В результате этих походов Хлынову были возвращены исконные земли, захваченные ранее Золотой Ордой, а затем татарскими ханствами.
2 июня 1580 года Хлынов получил от Ивана Грозного грамоту на построение в городе монастыря, названного в честь игумена-основателя Трифоновым. В 1607 году в городе организована первая на Вятской земле ярмарка, получившая название Семёновской, приуроченная к 1 сентября. В 1658 году основана Вятская и Великопермская епархия с центром в городе Хлынове. C 1679 по 1682 год воеводой в городе был бывший гетман Правобережной Украины Пётр Дорошенко. После него с 1682 по 1686 год воеводой был царский стольник Кузьма Осипович Грушецкий, двоюродный брат царицы Агафьи Грушецкой. В 1689 году построен Успенский собор Трифонова монастыря — одно из первых каменных зданий в Хлынове. В 1694 году хлыновский купец Спиридон Лянгузов провёл первый торговый караван из Москвы в Китай после заключения русско-китайского договора, разрешившего взаимную торговлю.
18 (29) декабря 1708 года при первом делении России на губернии Хлынов вместе с Вятской землёй был включён в состав Сибирской губернии: «ныне приписана вновь Вятка… да к Вятке 4 пригородка». Южные Вятские земли были включены в состав Казанской губернии. В 1719 году губернии были разделены на провинции, Вятская земля была преобразована в самостоятельную провинцию. В 1722—1723 годах была проведена первая подушная перепись, в Хлынове числилось 2276 душ без женщин, так как их вплоть до XIX века не считали за отдельные души.

## В составе Российской империи

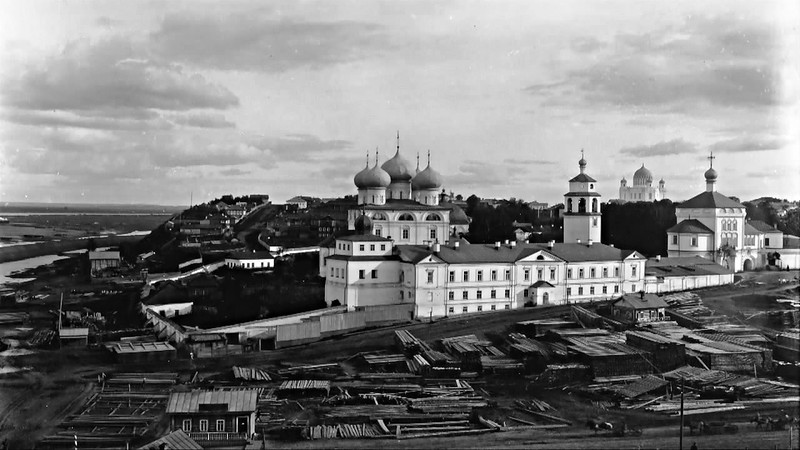
Ансамбль Трифонова монастыря

В 1727 году Хлыновская провинция перешла из состава Сибирской губернии в состав Казанской. 11 сентября 1780 года указом императрицы Екатерины II город Хлынов был переименован в Вятку, при этом было учреждено Вятское наместничество, преобразованное в 1796 году в Вятскую губернию. 28 мая (8 июня) 1781 года учреждён герб города Вятки, составленный петербургским герольдмейстером А. Волковым. 13 августа 1784 года указом Екатерины II был утверждён новый регулярный план губернского города Вятка, подразумевающий создание квартальной сетки. Эта планировка сохраняется, с некоторыми изменениями по сей день. В 1785 году начата работа по учреждению городской думы. Первый созыв органа городского самоуправления — Вятской городской думы состоялся 26 августа 1793 года.

План города до утверждения квартальной сетки, 1759 год
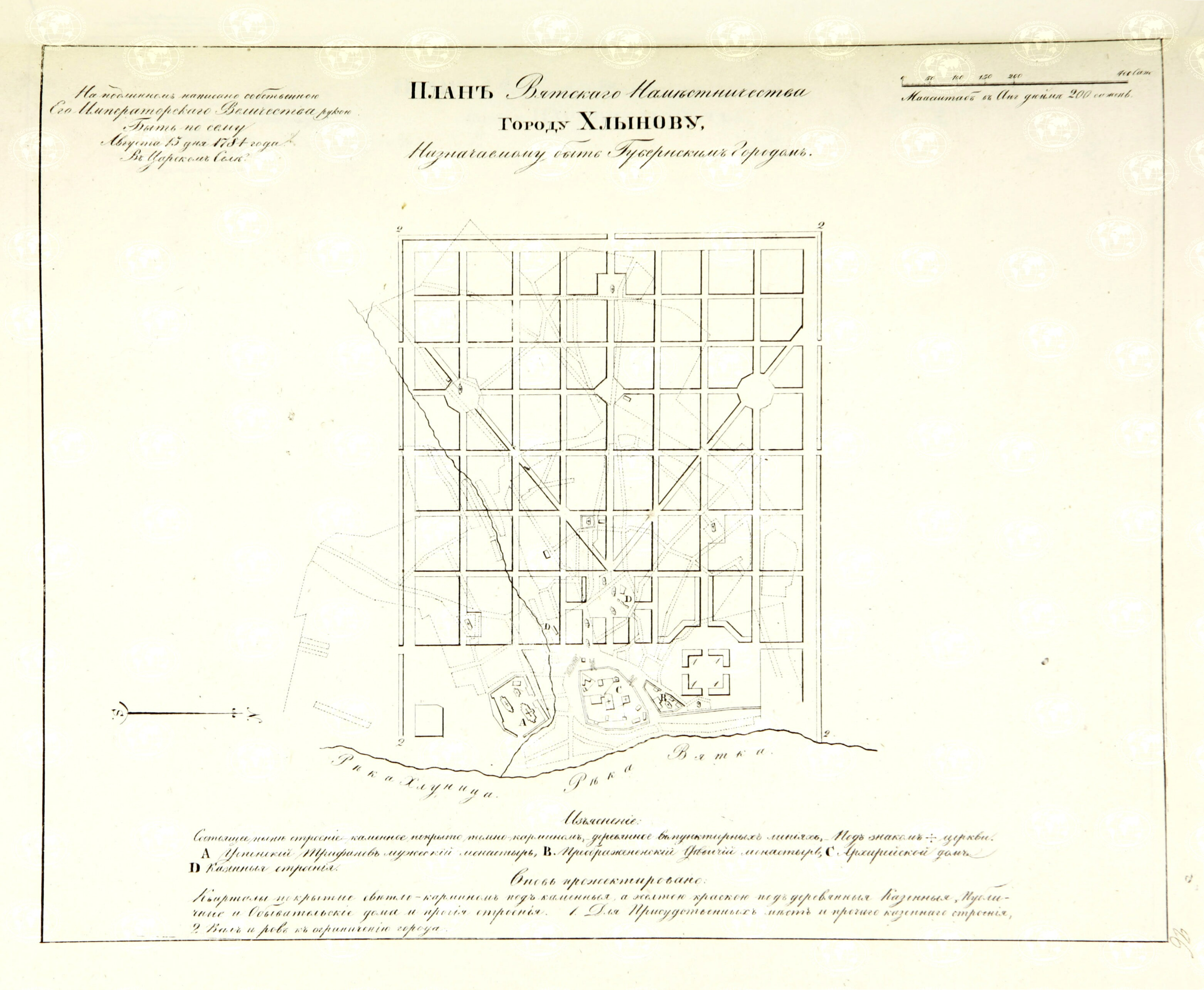
План города после утверждения квартальной сетки, 1784 год (пунктиром указанны бывшие улицы)

В 1727 году в Хлынове открылась первая в городе начальная школа при архиерейском доме, в 1733 году она была преобразована в славяно-латинскую школу, а в 1758 году на её базе создано первое среднее учебное заведение — Вятская духовная семинария. 22 сентября 1786 года было открыто первое гражданское учебное заведение, на базе которого 21 ноября 1811 года создана Вятская мужская гимназия. В 1818 году в городе открылось духовное училище, 8 сентября 1820 года создано училище для детей канцелярских служащих, а 11 октября 1859 года открылось женское училище 1 разряда — Вятская женская гимназия. 8 ноября 1868 года было основано земское училище сельскохозяйственных и технических знаний (с 1 октября 1880 года — реальное училище). В 1874 году в мастерских Вятского технического училища налажено производство пожарных машин, на мастерских были созданы чугунолитейный и механический заводы (ныне — Кировский станкостроительный завод). 1 июля 1914 года основан Вятский учительский институт.
С 1744 года начала развиваться почтовая служба, была налажена связь с Москвой, Казанью и Сибирью. В 1783 году в Вятке для руководства почтовыми делами было завершено строительство здания почтамта. 8 июня 1806 года начато строительство плавучего моста через реку Вятку, который должен был связать город со слободой Дымковой. 11 марта 1861 года в Вятке учителем Лиховым была открыта первая фотография. 2 мая на реке появился первый пароход «Вятка». Регулярное судоходное движение на реке началось в 1874 году. 19 августа 1895 года начались работы по сооружению Пермско-Котласской железнодорожной линии (первой на Вятке), 2 ноября 1898 года по ней прошёл первый поезд, а 15 октября 1906 года было открыто прямое железнодорожное сообщение с Санкт-Петербургом. 14 сентября 1902 года состоялось открытие городской телефонной сети. Частная телефонная сеть была создана ещё в 1894 году. В 1906 году в городе появился первый автомобиль, принадлежавший Кузьме Лаптеву. 20 июля 1911 года над городом появился первый самолёт под управлением А. Васильева.
15 апреля 1797 года основано старейшее промышленное предприятие города — губернская (ныне — областная) типография. В 1799 году была открыта первая частная аптека. С 15 декабря 1809 года начала работать казённая городская аптека. 1 (13) ноября 1862 года в городе открылся первый общественный банк Фёдора Веретенникова. В 1865 году в Вятке основан кожевенный завод, в 1873 году — овчинно-меховая фабрика. Оба предприятия были объединены в 1959 году в кожевенно-меховой комбинат.
В 1802 году при доме инвалидов основана первая больница на 10 коек. В июне 1811 года в городе была открыта первая губернская больница на 60 коек. Первая городская больница была открыта в 1823 году. 7 июля 1857 года в Вятке был открыт первый детский приют. 2 июля 1870 года открылся дом призрения детей бедных граждан.

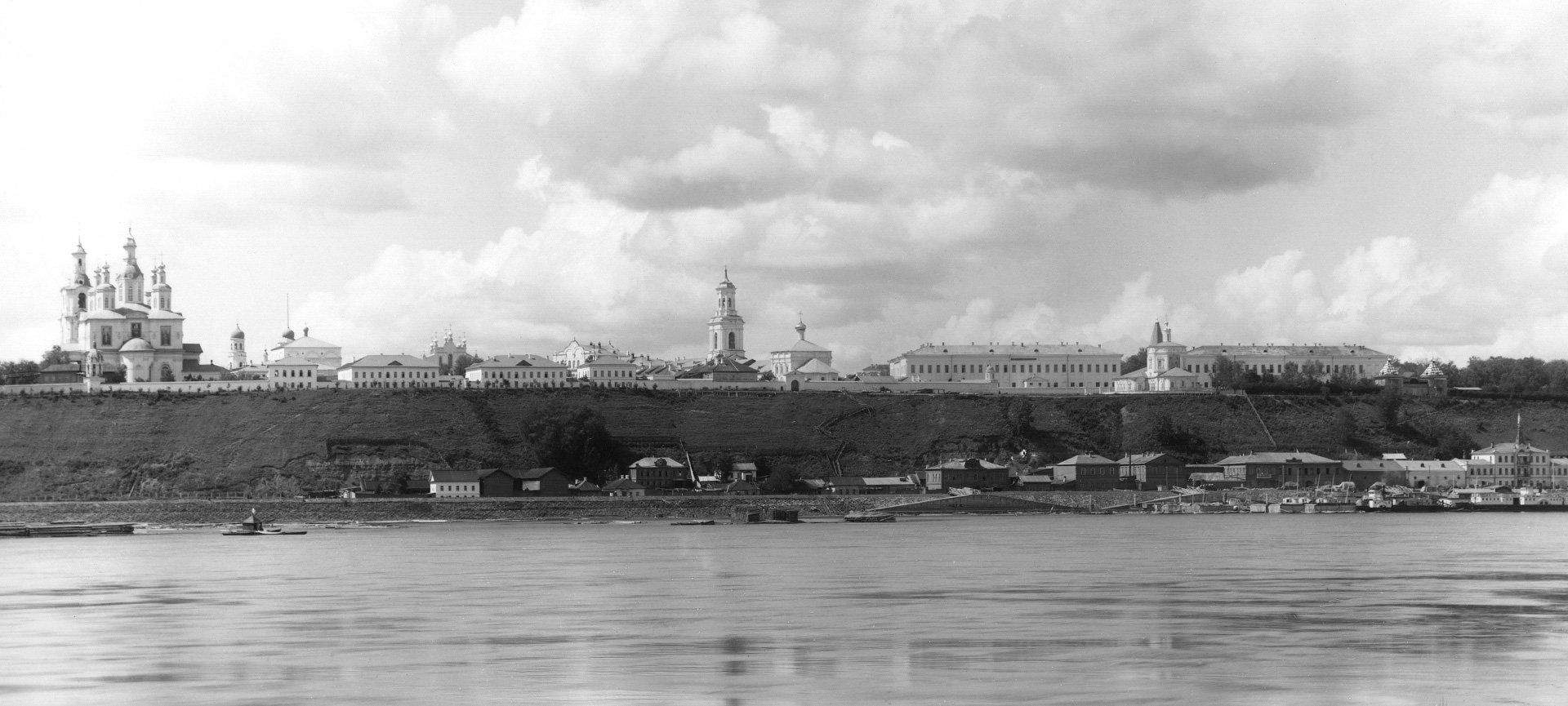
Вид с реки на пристань и центр города. Примерно 1900-е гг.

2 мая 1835 года в городе основан один из первых в России Вятский губернский статистический комитет, занимавшийся изучением материалов об истории и культуре края. 30 августа этого же года в Вятке открыт Александровский сад, основные элементы архитектуры которого выполнены по проекту художника и архитектора Александра Витберга. 18 мая 1837 года в городе состоялось открытие выставки естественных и искусственных произведений Вятской губернии, в организации которой принял участие А. И. Герцен. 6 декабря при его непосредственном участии открыта первая публичная библиотека (ныне — Кировская областная библиотека им. А. И. Герцена). 1 января 1838 года в Вятке начала издаваться первая газета края «Вятские губернские ведомости». 30 августа 1839 года прошла торжественная церемония закладки Александро-Невского собора по проекту архитектора А. Л. Витберга. 22 января 1866 года открыт краеведческий музей, один из старейших в России. 23 октября 1877 года был открыт Вятский зрительный зал (ныне — Кировский областной драматический театр имени С. М. Кирова). 9 апреля 1894 года вышел первый номер «Вятской газеты» (первая в России «земская народная газета, созданная по доступной цене и содержанию для широких масс»). В 1895 году создана одна из первых в России Вятская земская сельскохозяйственная опытная станция (ныне — НИИ сельского хозяйства Северо-Востока им. Рудницкого). 14 мая 1897 года в Вятке состоялся первый киносеанс, а в 1908 году открылись первые кинотеатры «Иллюзион», «Прогресс», «Модерн», в 1910 — «Одеон», в 1913 — «Колизей»; 1 апреля 1932 года показан первый звуковой фильм «Златые горы», первый цветной фильм «Соловей-Соловушко» — 26 сентября 1936 года.
30 апреля 1900 года в городе была открыта бесплатная библиотека-читальня имени А. С. Пушкина (ныне — центральная городская библиотека А. С. Пушкина). В 1909 году построена мечеть. В январе 1909 года, передвигаясь «этапным порядком» к месту ссылки — городу Сольвычегодску, И. В. Сталин заболел тифом и некоторое время находился в больнице в Вятке. В 1912 году был заложен ботанический сад. В 1916 году основана городская библиотека, позже получившая имя Салтыкова-Щедрина.

Вятка в начале XX века (фото С. Лобовикова)
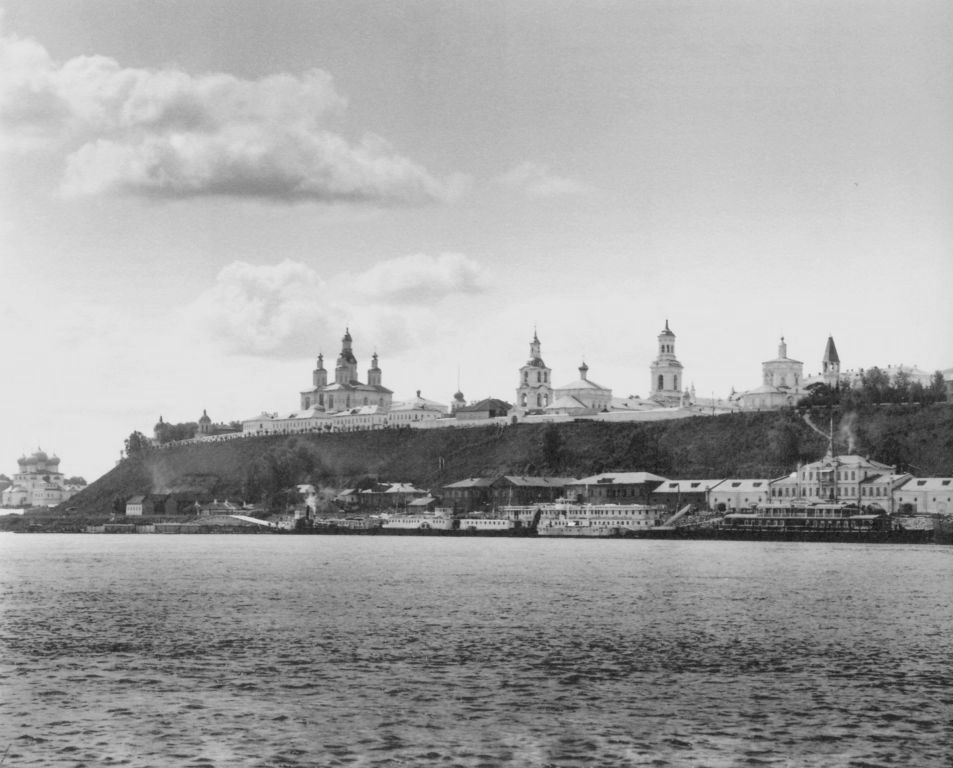
Вид на городскую пристань и ансамбль центральной площади
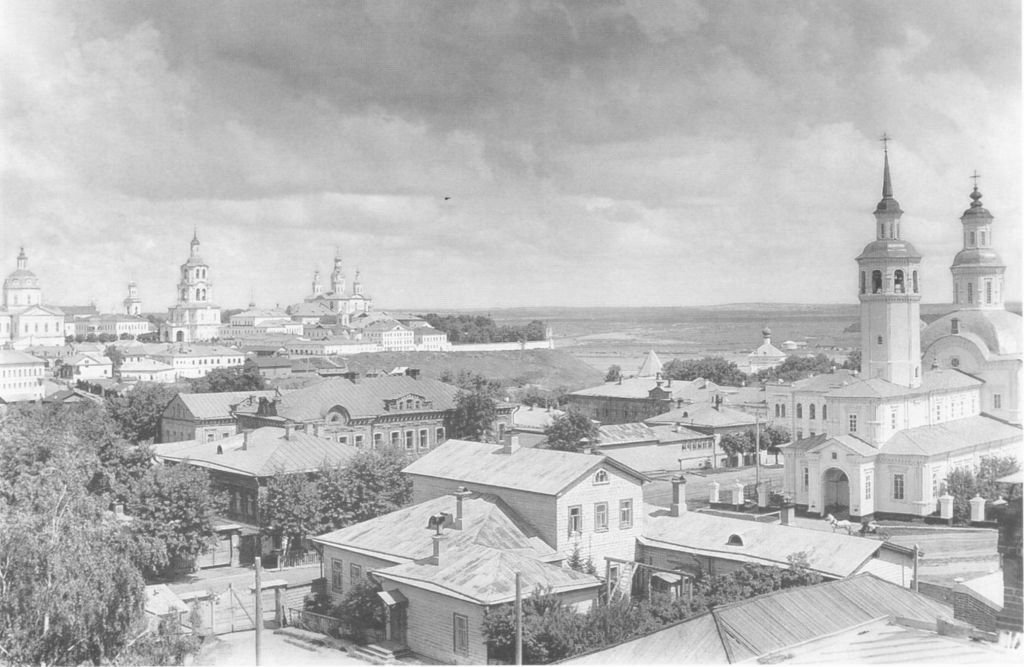
Обзорный вид. Северо-Восточная часть Вятки
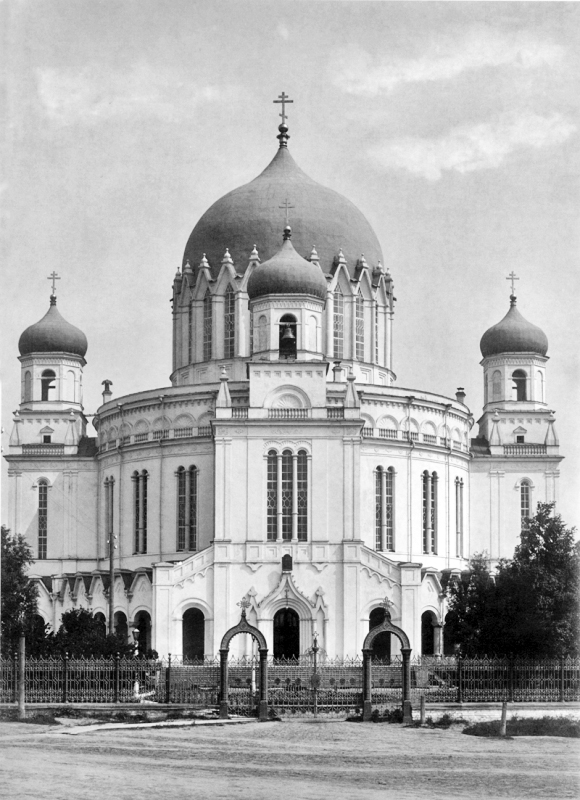
Александро-Невский собор
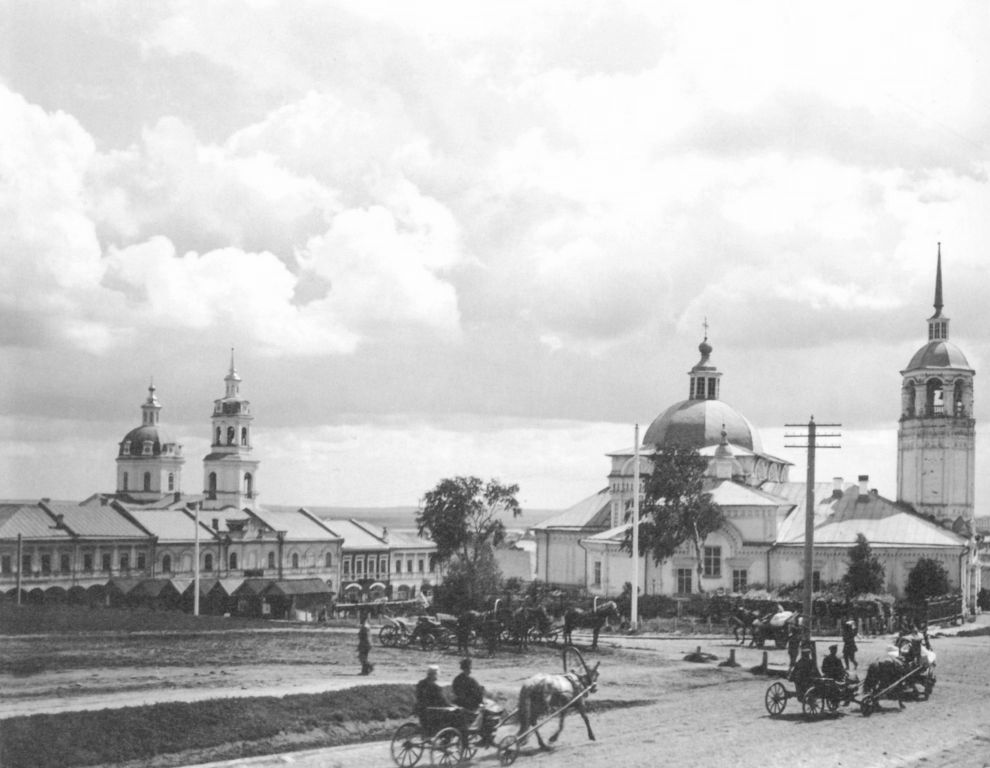
Вид на Хлебную площадь
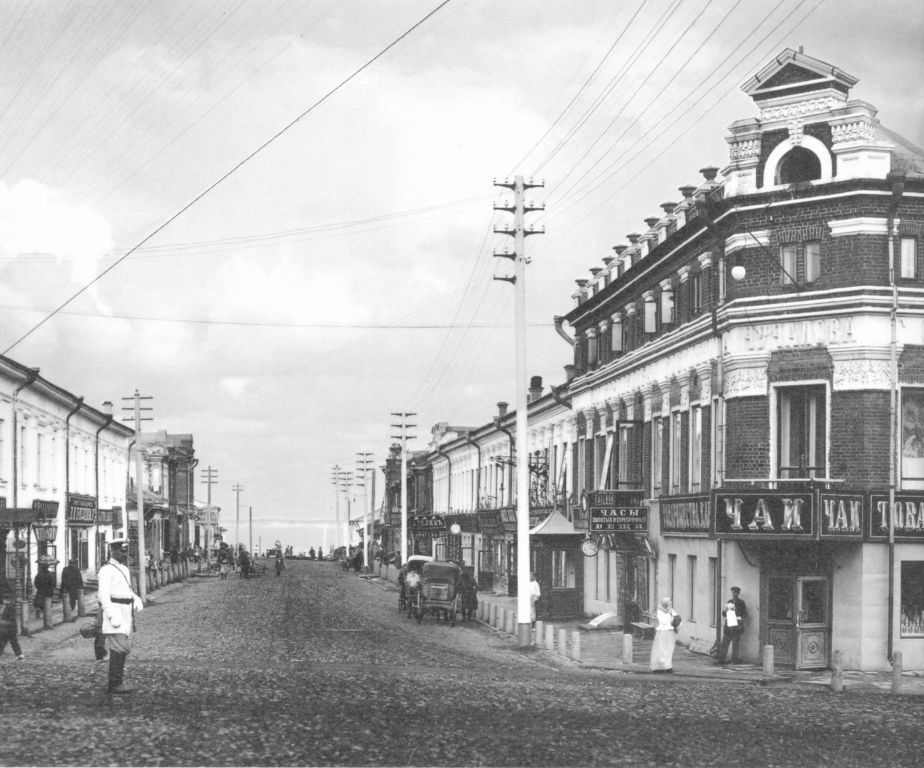
Вид на Спасскую улицу

## Февральская революция

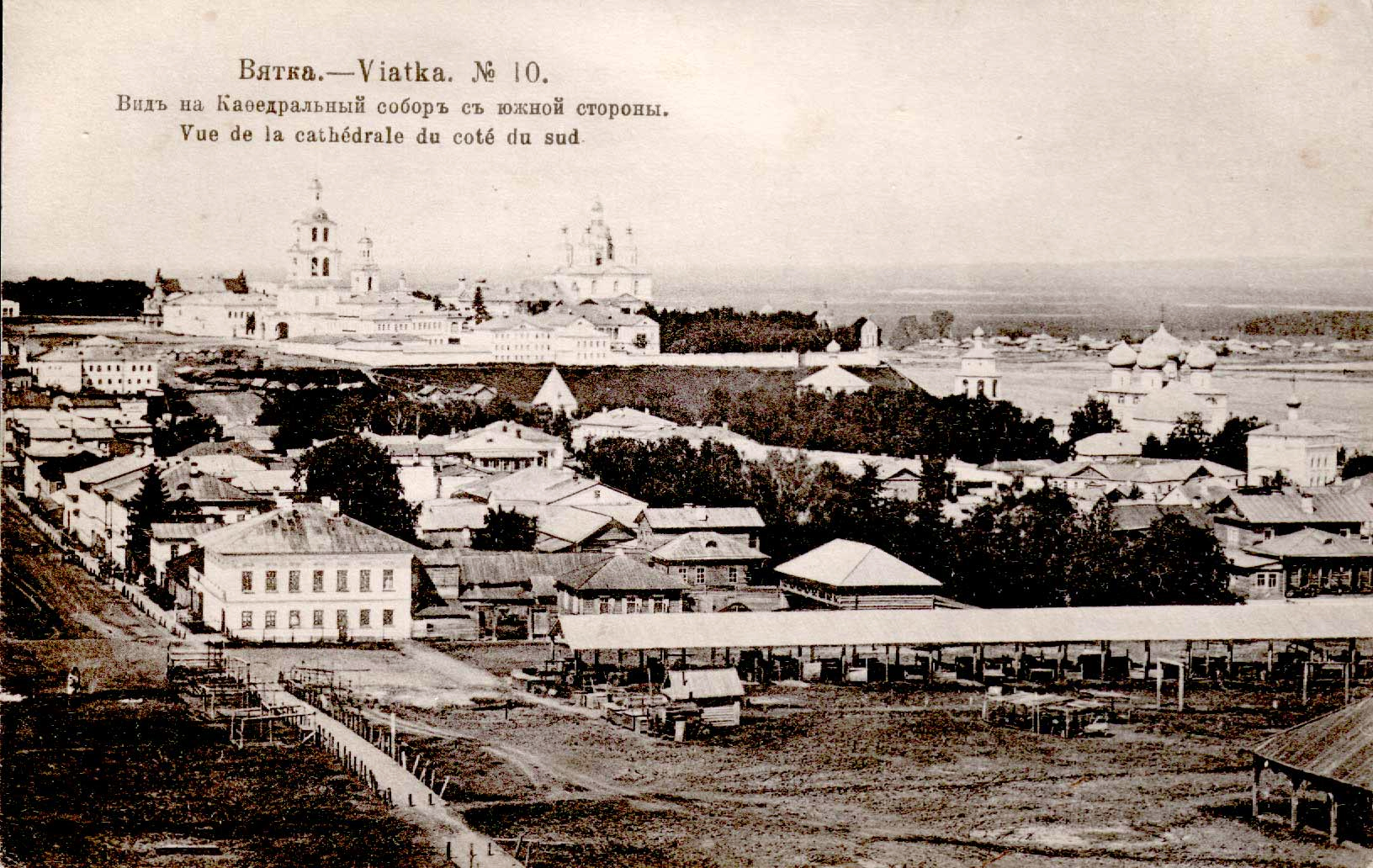
Вид на Троицкий кафедральный собор, снесённый в 1931 году

Накануне Февральской революции особого обострения социальной и политической борьбы в Вятской губернии и Вятке не происходило. Первые слухи о начавшихся в Петрограде демонстрациях появились в Вятке 25 февраля 1917 года. 27 числа на станцию Вятка-I пришло первое телеграфное сообщение о революции, а уже на следующий день начали поступать официальные телеграммы с подробным освещением событий и первых шагов новой власти.
2 марта губернатор обратился к населению с призывом сохранять спокойствие. В тот же день было решено пустить в продажу телеграммы с известием о революции. Так весть о ней стремительно разнеслась по губернии.
3 марта находившиеся в городе военные 106-го полка приняли решение о присоединении к революции. В тот же день был решён вопрос об охране города. Его поручили старой полиции, но для того, чтобы показать народу, что это теперь революционный орган, чинов полиции снабдили белыми повязками. Всё это показывало, что реальная власть в городе и губернии оставалась в руках предыдущей администрации. Которая, однако, начала привлекать общественность к управлению.
4 марта по приказу губернатора Н. А. Руднева был разослан манифест об отречении Николая II. Ряду чиновников направили телеграммы с распоряжением освободить арестованных, с 6 числа от «опеки» полиции освобождались все находившиеся под её гласным и негласным надзором. В тот же день по распоряжению Временного правительства, несмотря на свою лояльность, Руднев был отстранён от должности. Все его полномочия переданы первому временному губернскому комиссару П. И. Панькову.
С уходом старой администрации начался новый этап революции. Полиция отстранена от охраны порядка и разоружена, началось формирование новой милиции. Комитет по охране органа постепенно стал превращаться в исполнительный орган общественных организаций, политических партий. Вятский Совет рабочих и солдатских депутатов, созданный в середине марта, также признал новую власть. Двоевластия в губернии не возникло. Создание органов временного правительства в Вятской губернии окончательно завершилось к концу весны 1917 года.
Жизнь губернии лихорадили следовавшие чередой в течение короткого времени избирательные кампании и выборы — сначала в городские думы, затем в волостные, уездные, губернские земства, наконец, осенью — в Учредительное собрание.

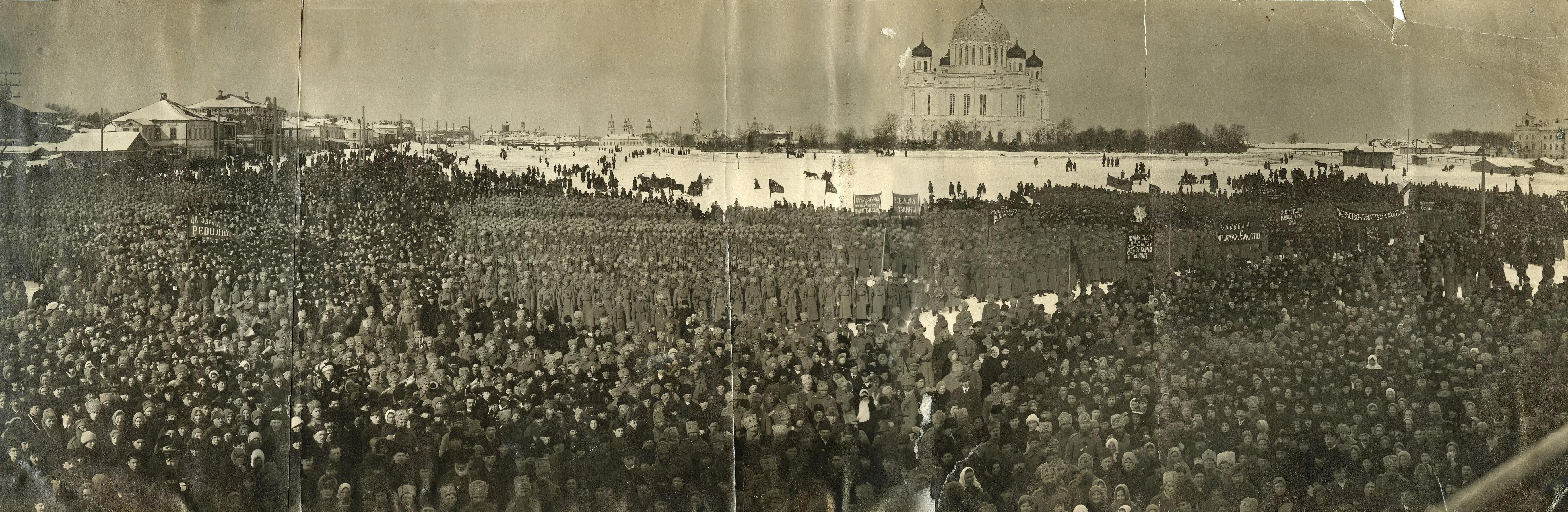
Праздник Февральской революции в Вятке, 12 марта 1917 года.

## Октябрьский переворот
Октябрьский переворот большевиков в Петрограде был признан незаконным, губернское земство осталось верным Временному правительству. В конце октября, 59-й сессией губернского земского собрания была создана фактически самостоятельная республика во главе с Верховным Советом. Она стала первым самостоятельным образованием на территории Вятской земли с 1489 года, и должна была существовать до создания нового Российского правительства. Определяющую роль в политической жизни края в это время играли местные организации — эсеры, энесы и кадеты.
Большевики же до конца осени 1917 года не имели в городе ни широкой известности, ни большого влияния. В губернии действовало три большевистских центра — в Ижевске, Глазове и Вятке. Причём последний был самым слабым, хотя именно ему суждено было возглавить переворот. Первая губернская конференция большевиков, состоявшаяся в начале октября, продемонстрировала их неготовность к взятию власти. Понимая это, они обратились к солдатам и матросам-землякам, а особенно к Кронштадтскому Совету с призывом оказать помощь.
Прибывшие отряды солдат и матросов вместе с местными красногвардейцами и сыграли решающую роль в захвате власти большевиками, произошедшем далеко не сразу. С конца октября по 7-8 декабря власть находилась в руках Верховного Совета. Лишь в Ижевске и Глазове она перешла к большевизированным солдатским Советам. С 7-8 декабря 1917 по 5-8 января 1918 большевикам удалось захватить власть в городе Вятке путём военного переворота и затем перейти к аналогичным действиям в губернии. Первый губернский съезд Советов, открывшийся 5 января, знаменовал окончательную ликвидацию последних центров старой власти в Нолинске, Уржуме и Малмыже.
12 марта 1918 года в городе произошла попытка военного переворота, именуемая в советской историографии Лапинская авантюра.

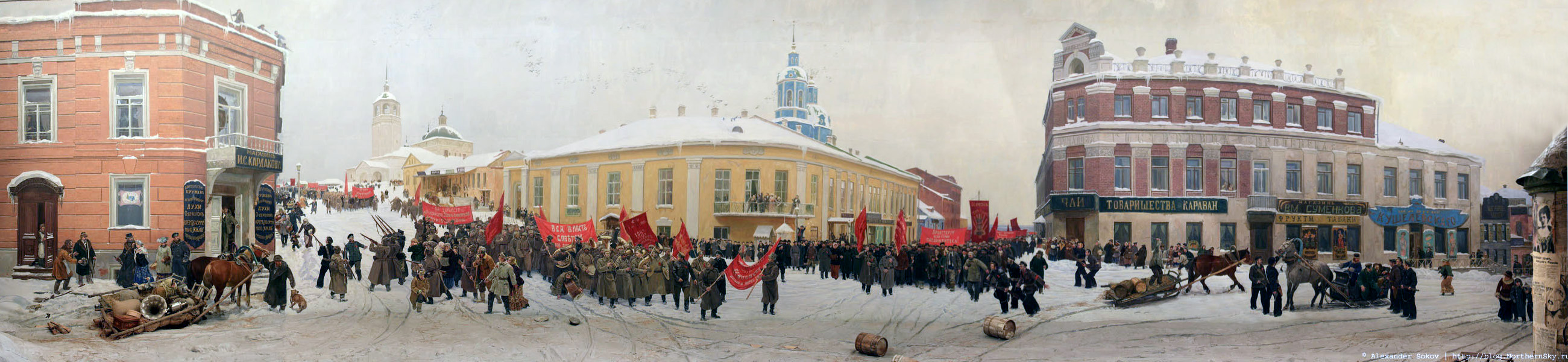
Декабрь 1917 в Вятке на перекрестке улиц Николаевской и Спасской

## Советский период
21 декабря 1917 (3 января 1918) вышел в свет первый номер газеты «Вятская правда» (с 1934 года — «Кировская правда»).

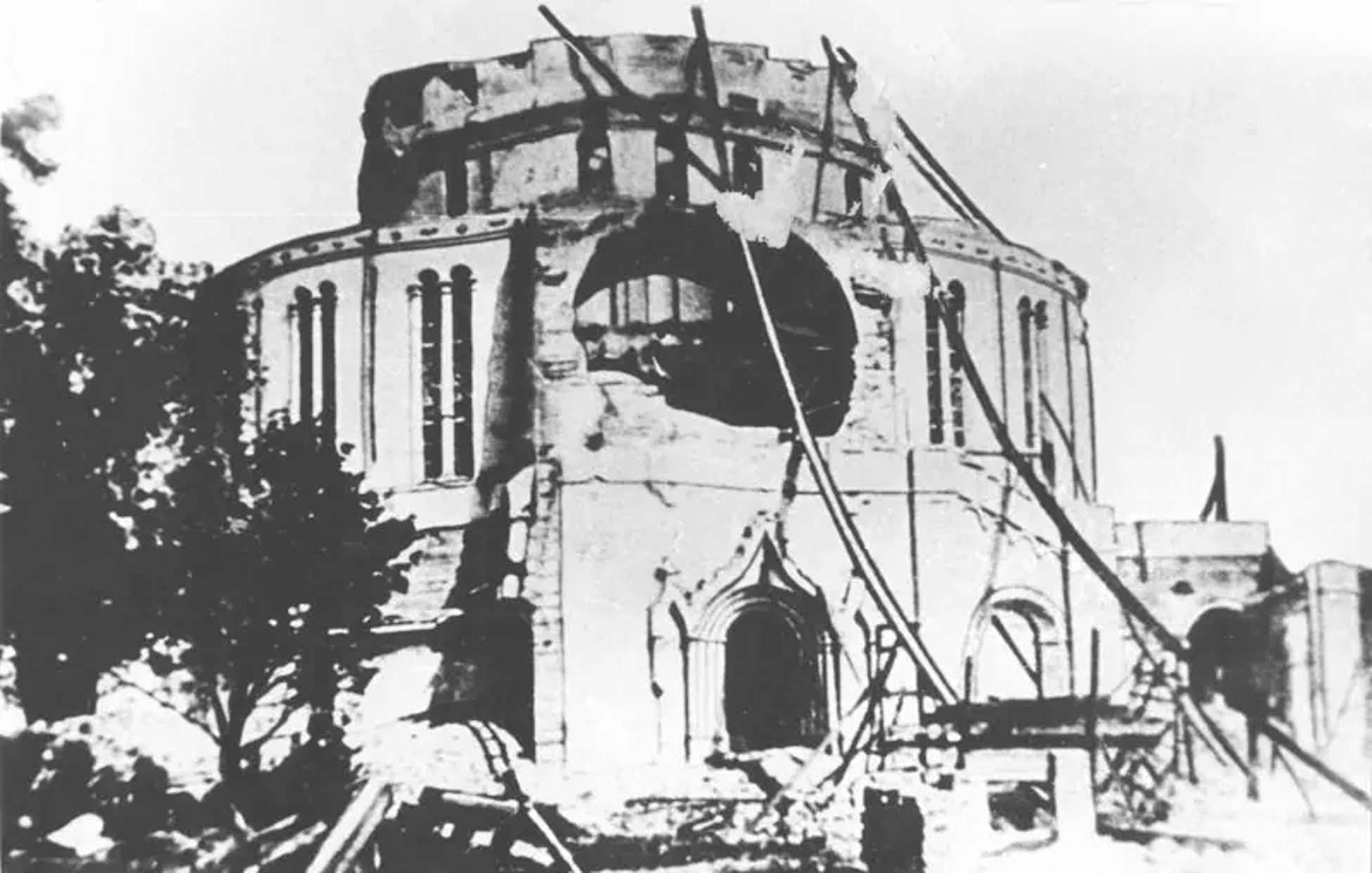
Разрушение Александро-Невского собора в городе Кирове. 1937 год.

К ноябрю 1918 года в Вятке и уездах губернии при исполнительных комитетах советов были созданы отделы народного образования. Так началась работа по искоренению безграмотности, которая завершилась к 1929 году.
В январе 1919 года Вятку с проверкой посетили И. В. Сталин и председатель ВЧК Ф. Э. Дзержинский, выяснившие, что Вятка с правительством в Москве связи не имеет, а 4466 из 4767 чиновников — это бывшие царские чиновники. В результате работы комиссии 19 января 1919 года в Вятке создан губернский военно-революционный комитет.
В 1921 году был объявлен НЭП, жизнь в советском городе и деревне стала восстанавливаться. Продразвёрстку заменили продналогом. На фабриках и заводах был введён хозрасчёт. Система главков заменялась трестами. Была осуществлена денежная реформа со введением твёрдой валюты — советского червонца. В розничной торговле и мелкой промышленности стали открываться частные предприятия, улучшилась торговля на рынках. 
С 1923 года в городе Вятке начались работы по восстановлению жилого фонда, дорог, уличного освещения, водопровода. В 1925 году было создано акционерное общество «Жилстрой», которое достроило и восстановило два больших здания — дом лесопромышленника Н. И. Клобукова и дом Свенторжецкого. По данным Всесоюзной переписи, население города Вятки в 1926 году достигло 62 097 человек.
В 1929 году прошла административно-территориальная реформа, было ликвидировано деление страны на губернии, уезды и волости. Вместо них введено областное, краевое и районное отделение. Вятская губерния была ликвидирована, а её территория вошла в состав Нижегородского края. Город Вятка стал сначала окружным, а затем районным центром.
15 мая 1929 года железнодорожные мастерские были преобразованы в машиностроительный завод имени 1 Мая.
В июле 1930 года сельскохозяйственное техническое училище было преобразовано в Зоотехническо-ветеринарный институт. В институте были созданы два факультета — зоотехнический (ныне биологический) и ветеринарный (ныне факультет ветеринарной медицины). В 1944 году Кировский зоотехническо-ветеринарный институт был переименован в Кировский сельскохозяйственный институт, в связи с открытием агрономического факультета.
В 1930-е начинается уничтожение храмовой городской архитектуры. Почти полностью утрачен ансамбль городского кремля. В 1931 уничтожен кафедральный Свято-Троицкий собор, в 1937 взорван Александро-Невский. Многим храмам удалось уцелеть, но они перестраивались под другие, не религиозные нужды. Так, Спасский собор и Трифонов монастырь лишились своих башен. Соборная мечеть, построенная по проекту В. М. Дружинина, претерпела такой же процесс. В будущем облик этих зданий будет восстановлен.
25 февраля 1934 года в городе Вятке впервые появился регулярный общественный транспорт: на улицы вышли первые два автобуса. Оплата проезда в один конец составила 50 копеек.

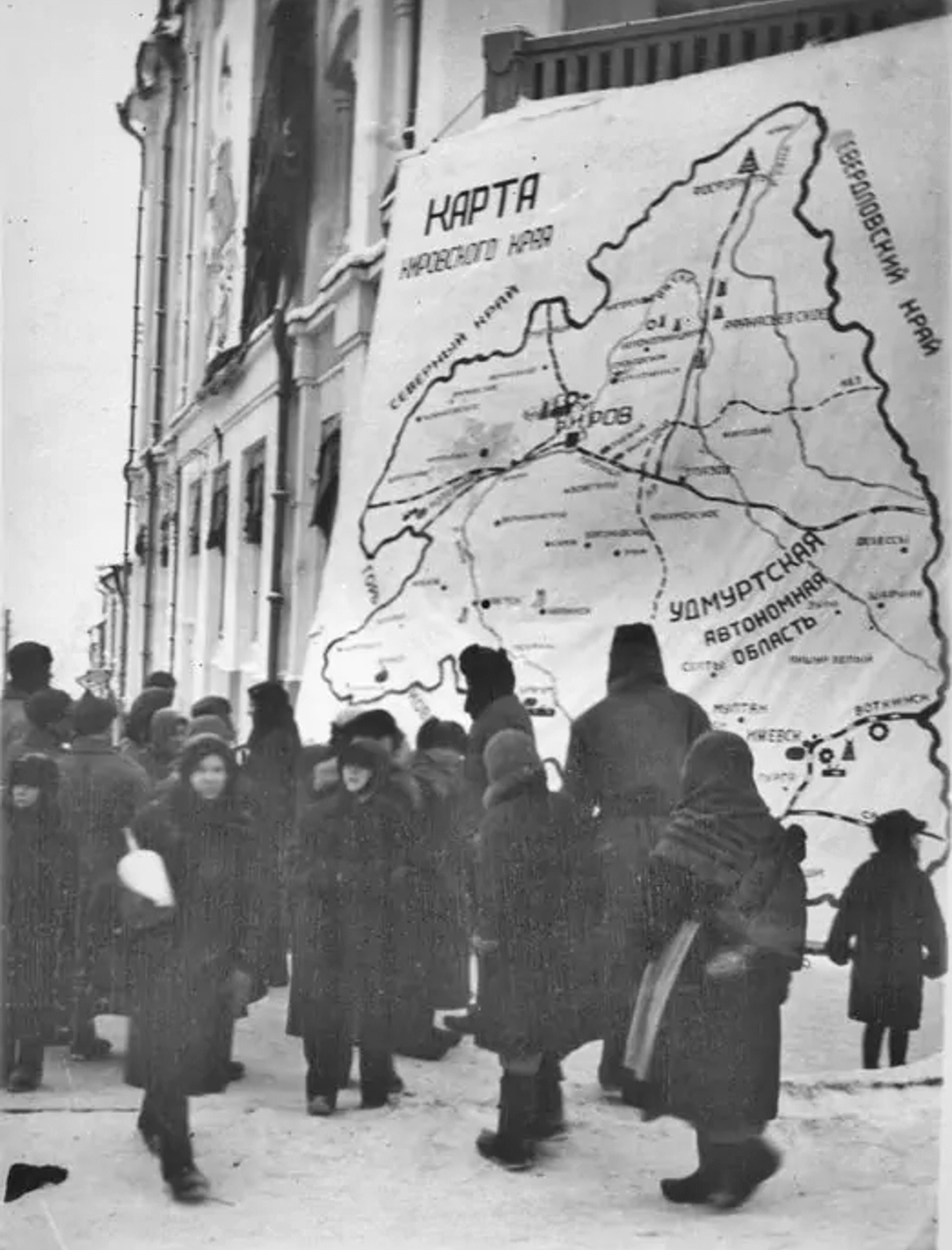
Карта Кировского края на городском здании крайкома ВКП(б), 1934 год.

5 декабря 1934 года в память о С. М. Кирове президиум ВЦИК принял постановление о переименовании города Вятки в город Киров и образовании Кировского края, с центром в городе Кирове.
В 1936 году, в связи с принятием новой Конституции, Кировский край преобразован в Кировскую область, а Удмуртская АО была выделена из него и преобразована в Удмуртскую АССР.
В 1936 году в Кирове начал работать профессиональный детский театр. Режиссёром спектакля и первым художественным руководителем театра стал Михаил Сергеевич Шохов.
На июль 1938 года в Кирове было 28 предприятий, из них 13 — союзного и республиканского значения, 7 — областного, и 8 — местного значения. Было развито кустарное производство.
В 1939 году в Кирове решением совета народных комиссаров СССР начато строительство латунно-прокатного завода (впоследствии — Кировский завод по обработке цветных металлов). Из-за начавшейся Великой Отечественной войны, в 1941 году строительство завода было приостановлено, его возобновили только спустя два месяца после окончания войны. 12 января 1956 года приказом министра цветной металлургии Петра Фаддеевича Ломако завод был введён в строй действующих.
В 1939 году по инициативе народного комиссариата боеприпасов СССР в Кирове началось проектирование завода № 324 (ныне — ОАО «Сельмаш»). На предприятии планировалось выпускать бронебойные, полубронебойные и бетонобойные снаряды, фугасные гранаты и авиабомбы. Завод был запущен 23 июня 1943 года.
В 1940 году в Кирове было построено здание деревянного летнего госцирка на площади им. С. Халтурина, разобранное в 1970 году.
В 1940 году Кировским горисполкомом принято решение о строительстве трамвайной сети, были разработаны и утверждены первые 6 маршрутов. Ввод первой линии должен был состояться 1 ноября 1941 года, но из-за начавшейся Великой Отечественной войны строительство было остановлено, уже построенная линия была частично сочленена с железнодорожной веткой и частично заасфальтирована.
Во время Великой Отечественной войны в Киров были эвакуированы крупные машиностроительные предприятия: завод им. Лепсе и завод им. Дзержинского (№ 266, ныне — ОАО «Лепсе»), завод № 537 (ныне — ОАО «Маяк»), завод № 32 (ныне — ОАО «Авитек»), «Красный инструментальщик», Одесский завод тяжёлого краностроения и другие. По инициативе заводов № 266 и № 32 в 1944 году открыт Кировский авиационный техникум.

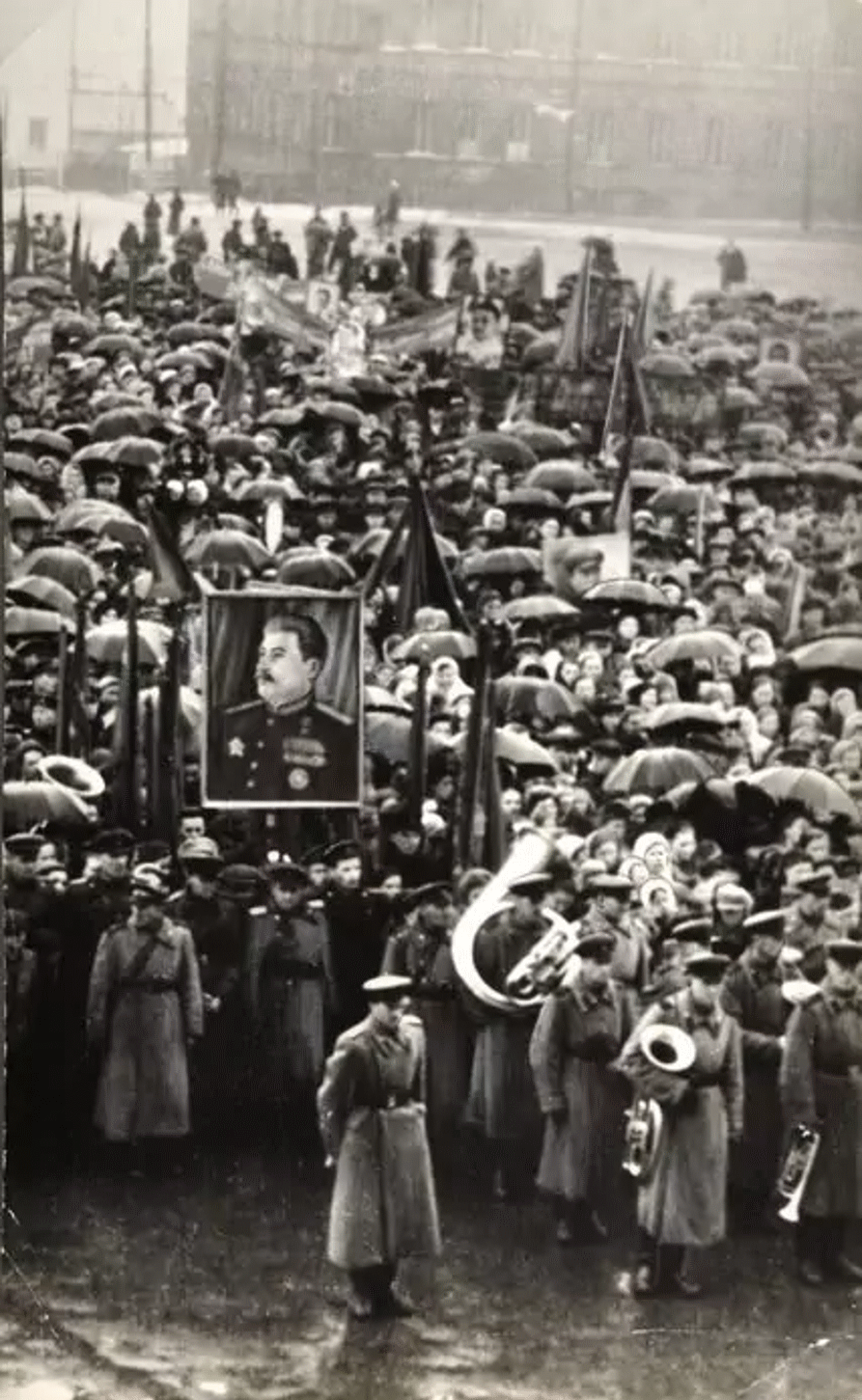
9 мая 1945 года в Кирове

С апреля 1941 года до июля 1944 года в Кирове размещалось Львовское пехотное училище, в котором были подготовлены для фронта сотни младших лейтенантов.
С 1942 по 1944 год из Ленинграда была переведена Военно-морская медицинская академия (ныне — IV факультет Военно-медицинской академии им. С. М. Кирова).
В ночь с 6 на 7 ноября 1943 года была выпущена первая партия покрышек модели Я-1 (34×7) для автомобилей ЗИС на вновь построенном Кировском шинном заводе.
7 ноября 1943 года, в разгар войны, в Кирове было открыто регулярное троллейбусное движение.
9 мая 1945 года на Театральной площади прошёл 50-тысячный митинг в ознаменование Дня Победы. В годы Великой Отечественной войны армейскую службу несли свыше 600 тыс. жителей области, 257,9 тысяч из них погибли.
В сентябре 1945 года Указом Президиума Верховного Совета СССР завод имени Лепсе был награждён орденом Ленина. 16 сентября 1945 года за выполнение задач, поставленных Государственным Комитетом Обороны, завод № 32 был награждён орденом Трудового Красного Знамени. В 1945 году завод № 537 награждён орденом Отечественной войны I степени за бесперебойную поставку боеприпасов на фронт. В 1945 году завод № 324 получил задание организовать производство сельскохозяйственной техники с изменением названия на завод «Сельмаш».
В 1957 году был открыт филиал ВЗЭИ, преобразованный впоследствии в Кировский политехнический институт.
1 июня 1959 года в черту города Киров включён посёлок Коминтерновский.
В ноябре 1959 года исполком Кировского совета депутатов трудящихся постановил принять предложение об организации в Кирове планетария в здании Никольской надвратной церкви (ул. Горбачёва, 1). 20 декабря 1960 года в планетарии была прочитана первая лекция.
Начиная с конца 50-х гг. XX века завод № 32 приступил к изготовлению средств ПВО: специальных зенитно-ракетных комплексов класса «земля-воздух» для сухопутных систем С-125 «Печора», ЗРК «Оса-АК» и корабельных систем «Волна», «Шторм», ЗРК «Оса-М». На заводе освоен выпуск всех видов твердотопливных ракет ближнего и среднего радиуса действия. В это же время заводу № 32 было присвоено новое название — Кировский машиностроительный завод имени XX партсъезда КПСС.

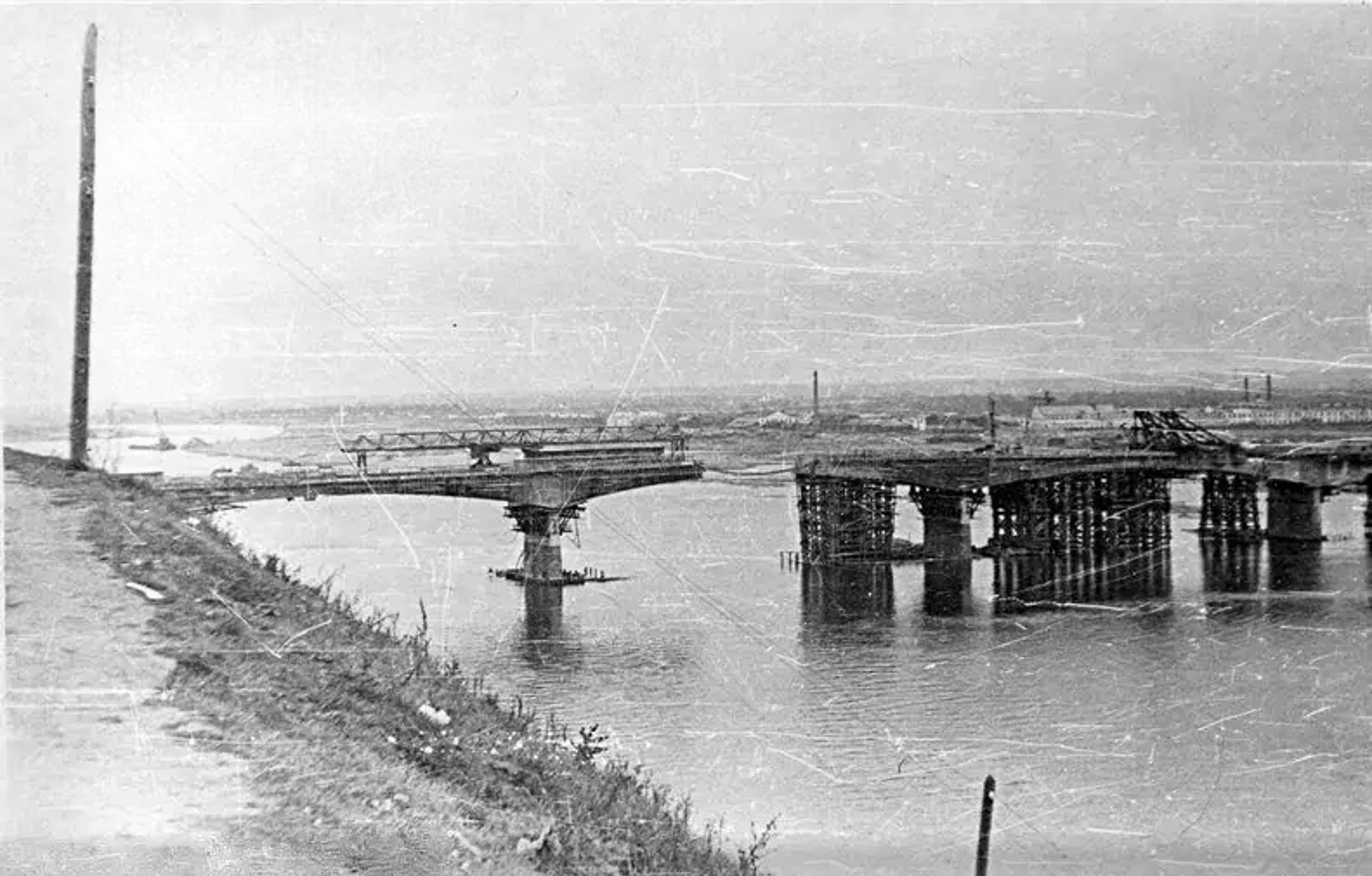
Строительство моста в Кирове, 1961-1962 годы

В 1950—60-х годах в Кирове был полностью застроен кирпичными домами и теплофицирован микрорайон завода им. Лепсе. Все его дороги были заасфальтированы. Закончено строительство объектов социальной инфраструктуры — школ, детских садов, больниц.

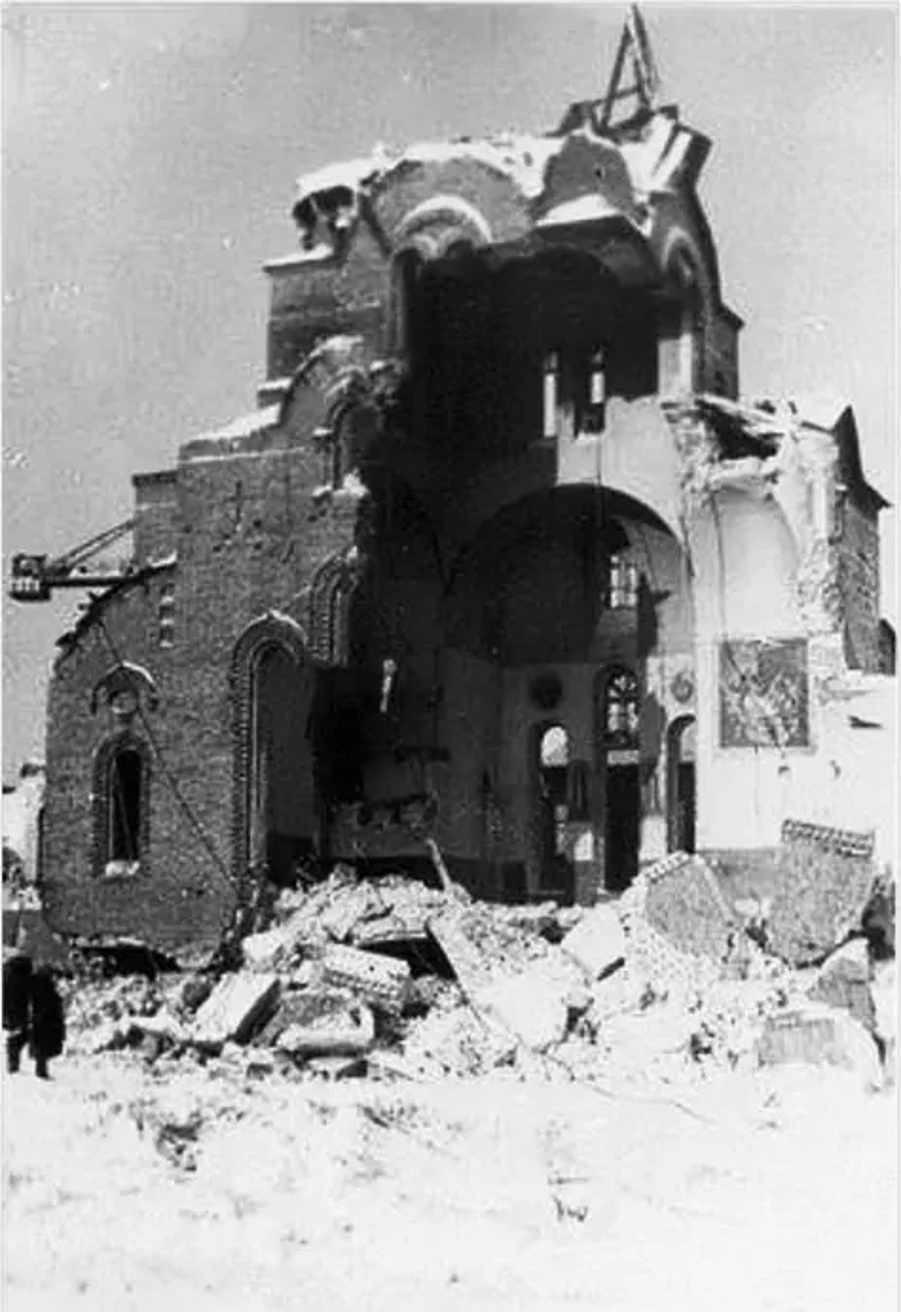
Снос Феодоровской церкви, 1962.

В 1962 году в Кирове возведён первый мост через Вятку. Мост стал первой постоянной дорогой, соединившей основную часть города с Заречьем.
В том же году взорвана каменная Феодоровская церковь, находившаяся на берегу реки Вятки.
В мае 1966 года Кировский шинный завод награждён орденом Трудового Красного Знамени за первое освоение в СССР массового производства шин новой конструкции для грузовых автомобилей.
В мае 1968 года в продолжение 20 минут произошло два взрыва под главной трибуной стадиона «Трудовые резервы», под которой находилось административное здание, где складировалась пиротехника. 

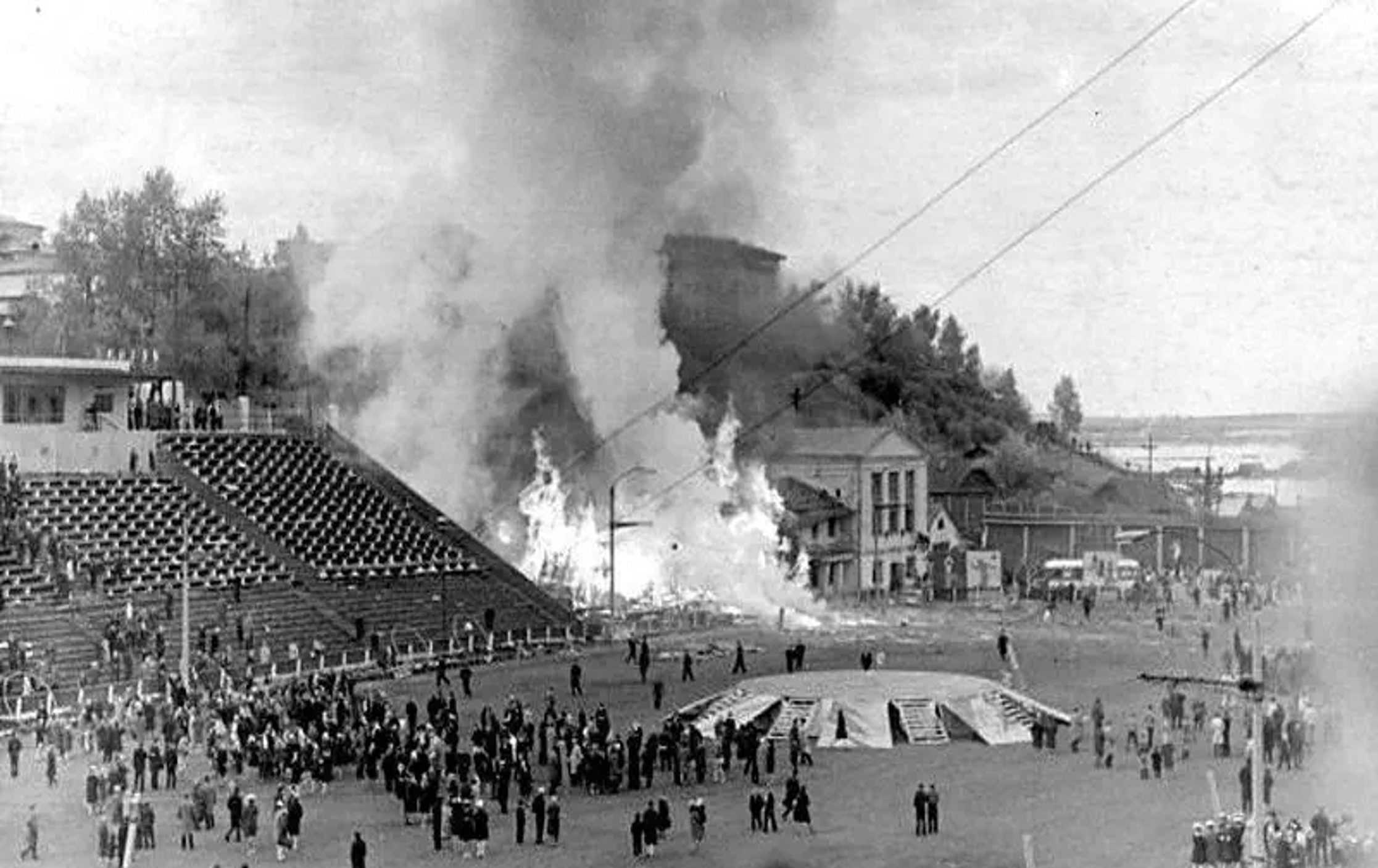
Пожар на стадионе Трудовые резервы

На стадионе в это время готовилось массовое выступление. Удивлять зрителя готовились Марк Бернес, актёры Ставропольского театра, кировские школьники и студенты. В финале представления обещали большое пиротехническое шоу. Всего было продано более 10 тысяч билетов. Для участия в массовке было привлечено более тысячи кировчан: дети, военнослужащие и т. д. По официальным данным, в результате взрыва 35 человек погибли, 82 получили ранения, из них 72 — тяжёлые ожоги. Очевидцы трагедии утверждали, что погибших было гораздо больше.
В 1971 году за организацию производства новой техники Кировский машиностроительный завод имени XX партсъезда КПСС) был награждён орденом «Знак Почёта». Предприятие стало ведущим по выпуску вооружения для боевой авиации страны. При заводе создано управление капитального строительства, которое выстроило впоследствии микрорайоны Филейка и отчасти ОЦМ. Завод имел собственную транспортную авиацию.
25 июня 1974 года за успехи, достигнутые кировчанами в хозяйственном и культурном строительстве, и в связи с 600-летием со времени основания город Киров был награждён орденом Трудового Красного Знамени.
В 1975 году на Кировском заводе по обработке цветных металлов введён в эксплуатацию первый и единственный в Советском Союзе цех по выпуску прецизионного (особо точного) проката, соответствующего мировым стандартам.
23 декабря 1977 года состоялось торжественное открытие нового здания Кировского цирка. К моменту окончания строительства цирк был оснащён современной техникой и мог принять любую программу, включая цирк на льду и цирк на воде.
23 февраля 1981 года на Кировском заводе «Электробытприбор» была выпущена первая партия из ста стиральных машин «Вятка-автомат-12», модель представляла собой лицензионную копию стиральной машины итальянской компании Мерлони Проджети (ныне — Indesit).
В 1989 году город Нововятск включён в состав Кирова как Нововятский городской район.

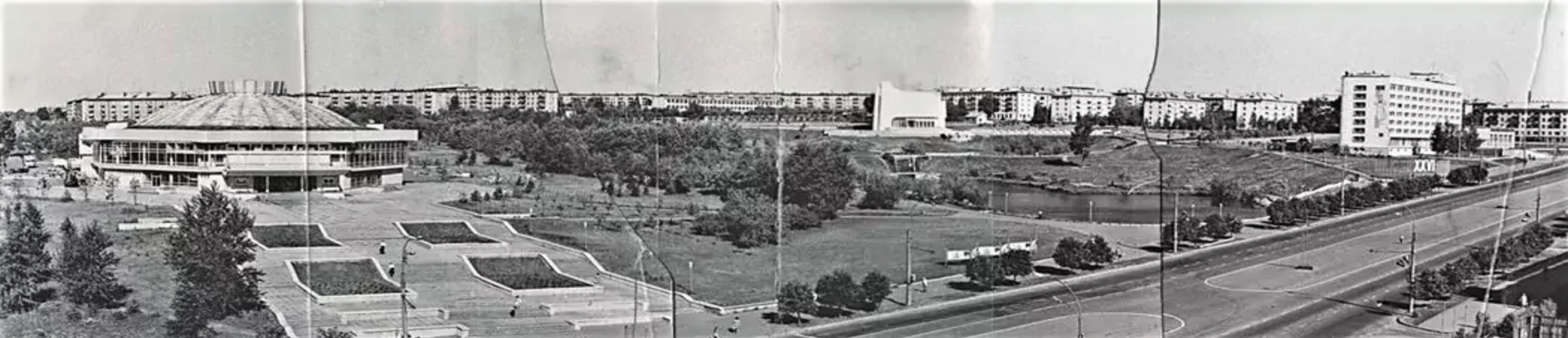
Панорама парка имени С.М. Кирова

## Постсоветский период

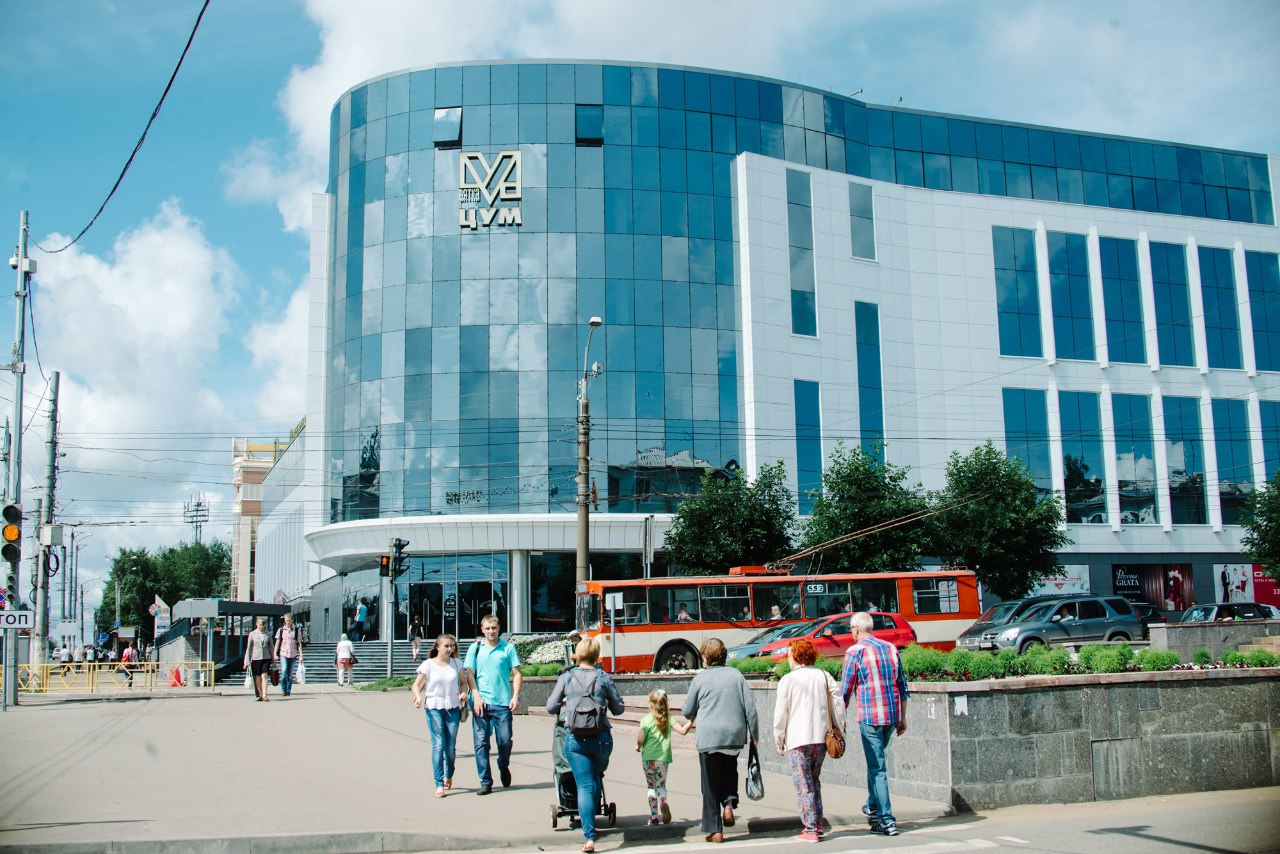
Вятка-ЦУМ

19 октября 1998 года на севере города был открыт Новый мост через реку Вятку. Его строительство началось ещё в 1986 году.
Первое десятилетие XXI века ознаменовалось ростом торговли, бизнеса, туризма. Началось строительство новых микрорайонов, преимущественно в западном и южном направлении от центра. Так, на севере появился микрорайон Озерки, на юге и юго-западе - Чистые Пруды, Европейские улочки и Метроград.
В 2012 году началась реконструкция здания ЦУМа, длившаяся до 2016 года. Здание приобрело современный вид.
Весной 2016 года город пережил рекордный паводок. Уровень воды в Вятке достиг 593 сантиметров от нулевого поста, что на 1.5 метра выше нормы. В черте города было затоплено 1020 придомовых территорий и домов, где проживало около 5 тысяч человек, из которых 76 потребовалась эвакуация.
В 2024 году запланировано широкое празднование 650-летия со дня основания города. Запланирована кампания по реконструкции инфраструктурных объектов, организации культурно-массовых мероприятий, просветительской и издательской деятельности, проведению выставок и фестивалей.
Всё чаще встаёт вопрос о необходимости возвращения исторического названия города и улиц, а также о восстановлении утраченных зданий, таких как Александро-Невский собор. В рамках этого процесса четырём улицам в центре города было возвращено историческое название. В центре города вновь появились улицы Казанская, Спасская, Пятницкая и Преображенская. Также были восстановлены Спасский собор и Царево-Константиновская церковь.

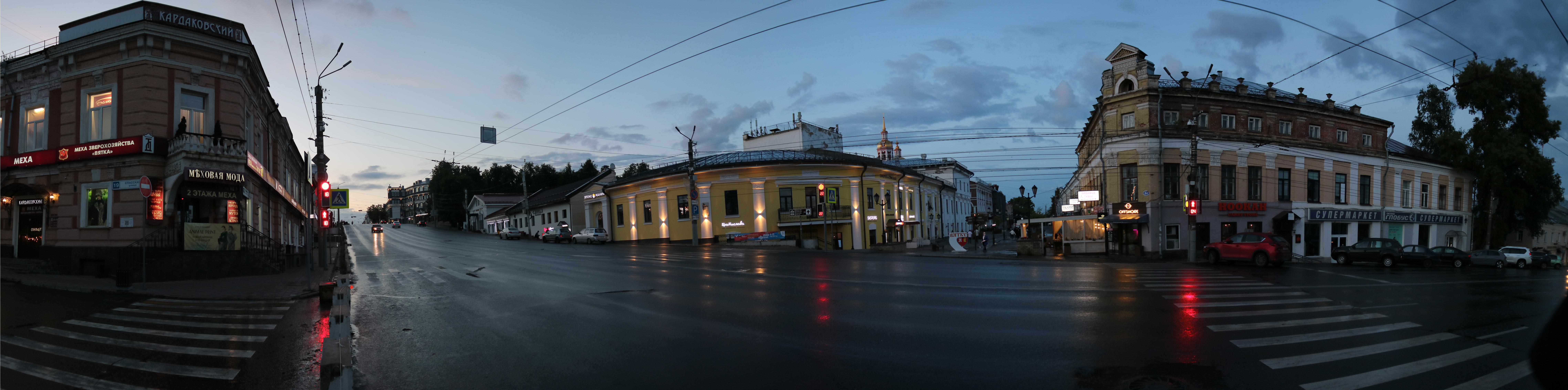
Современный вид на улицу Спасскую.

27 мая 2025 года начались работы по восстановлению на прежнем месте каменной Феодоровской церкви, утраченной в 1962 году. Оригинальный храм был возведён в честь 300-летия дома Романовых по проекту архитектора Ивана Чарушина. Также был поднят вопрос о возможном восстановлении колокольни Троицкого собора рядом с прежним местом.
С 1 июля 2025 года в городе прошла вторая волна возвращения исторических названий - были возвращены улицы Морозовская, Никитская, Владимирская, Всесвятская и Успенская. Улица Карла Либкнехта переименована в улицу Защитников Отечества, а Горбачёва получила именование в честь Альберта Лиханова.

## История переименований
Хронология переименований города неоднозначна, так как сохранилось мало исторических документов, подтверждающих факт переименований. 
Обычно, когда говорят о старых названиях Кирова, используют упрощённую цепочку преобразований Хлынов — Вятка — Киров.
Начиная с 1374 года (первое упоминание о Вятке), слово «Хлынов» не встречается ни в одном официальном документе или летописи, напротив, «Вятка» встречалась на картах той поры и даже входила в «Список всех русских городов дальних и ближних», где находилась в разделе так называемых «залесских» городов после Нижнего Новгорода и Курмыша.
В 1455 году в Вятке для оборонительных целей построили деревянный кремль с земляным валом, которому дали имя Хлынов от протекающей неподалёку речки Хлыновицы. Впоследствии название Хлынов распространилось на посадскую часть города, а с 1457 года так стали именовать весь город, при этом в государственных нормативно-правовых актах он именовался также Вяткой.

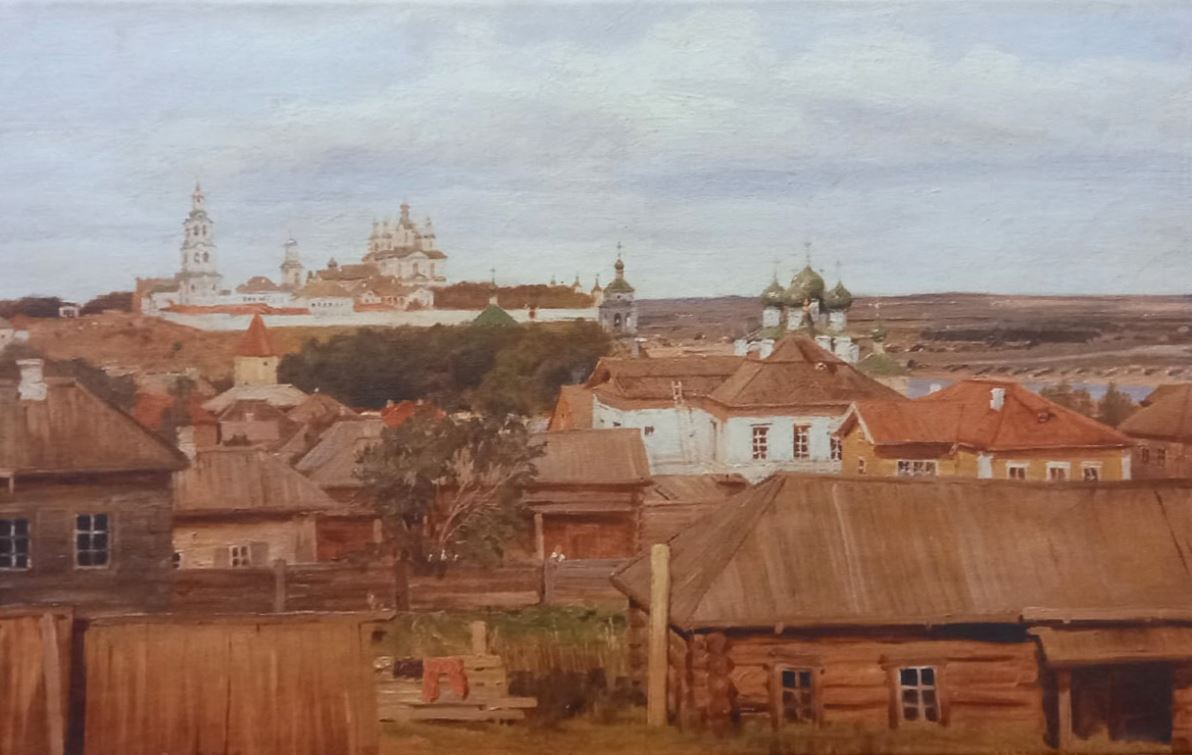
Город Вятка на картине вятского художника Виктора Васнецова (1878)

В 1780 году высочайшим указом императрицы Екатерины II городу было возвращено имя Вятка (что фактически означало устранение двойного именования), а Вятская провинция была преобразована в Вятское наместничество.
5 декабря 1934 года в память о С. М. Кирове президиум ВЦИК принял постановление о переименовании города Вятки в город Киров и образовании Кировского края с центром в городе Кирове. Это событие резко повысило статус города от районного центра до краевого.
12 декабря 1993 года, вместе с референдумом по принятию в России новой Конституции, в Кирове был проведён опрос населения по поводу возвращения городу названия Вятка. Большинством голосов решение о переименовании было отклонено.
В 1997 году был организован повторный опрос горожан по этому же вопросу, показавший, что мнение горожан не изменилось.
20 февраля 2008 года одним из лидеров общественного движения «За возвращение городу Кирову имени Вятка», объединившего членов Вятского отделения Российского гуманистического общества, Александром Шутовым в городскую думу был внесён проект переименования города. Этот вопрос прорабатывался в администрации города, но никаких изменений не последовало.